# Tabanus semicircularis
Tabanus semicircularis är en tvåvingeart som beskrevs av Ricardo 1913. Tabanus semicircularis ingår i släktet Tabanus och familjen bromsar. Inga underarter finns listade i Catalogue of Life.